# Zofia Szcześniewska-Bryszewska

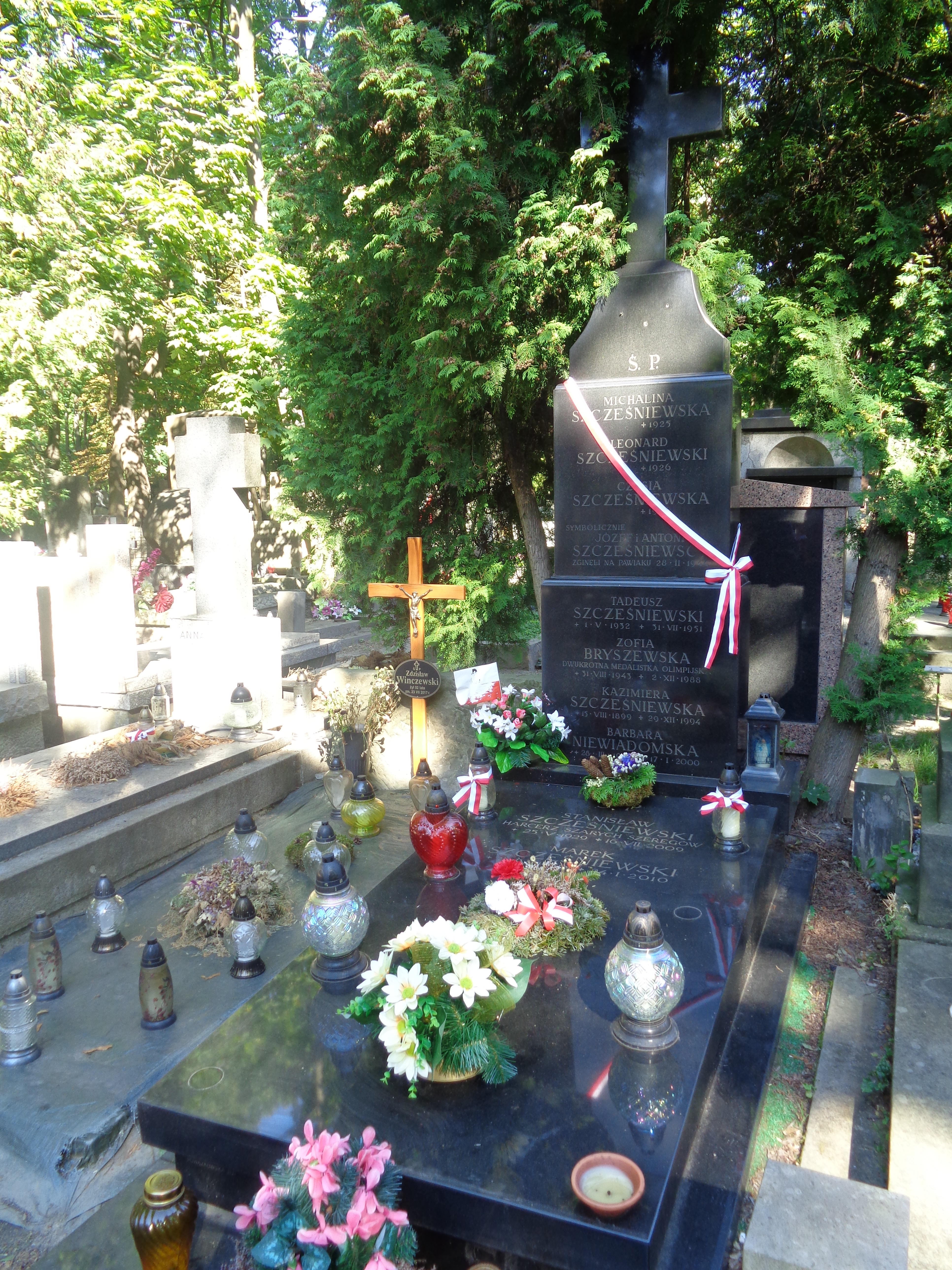
Grób Zofii Szcześniewskiej-Bryszewskiej na cmentarzu Powązkowskim

Zofia Antonina Szcześniewska, po mężu Bryszewska (ur. 31 sierpnia 1943 w Warszawie, zm. 2 grudnia 1988 tamże) – polska siatkarka, dwukrotna brązowa medalistka olimpijska.
Mierzyła 172 cm wzrostu. Przez blisko 20 lat była zawodniczką AZS-AWF Warszawa (1958–1975). Z tym zespołem cztery razy zdobywała tytuł mistrzyni Polski (1963, 1964, 1965, 1966). W reprezentacji Polski w latach 1963–1970 wystąpiła 164 razy. Uczestniczyła w igrzyskach olimpijskich w 1964 w Tokio oraz cztery lata później, za każdym razem zdobywając brązowy medal. Z reprezentacją zdobyła także dwa srebrne medale mistrzostw Europy (w 1963 i 1967), brała udział w mistrzostwach świata w 1970.
Zmarła 2 grudnia 1988 w Warszawie i została pochowana na cmentarzu Powązkowskim (kwatera 154b-5-28).